# ベルリン天文台

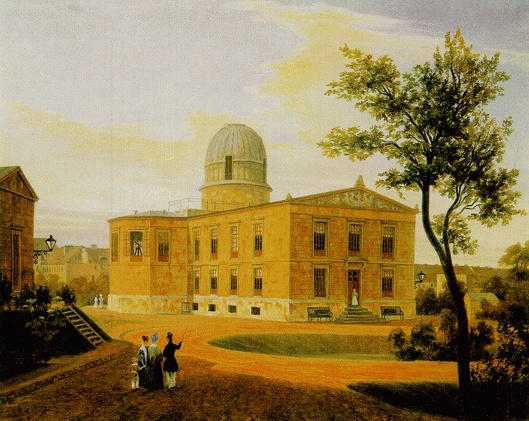
ベルリン天文台

ベルリン天文台（ベルリンてんもんだい、ドイツ語: Berliner Sternwarte）は、ドイツの天文台である。著名な業績としては海王星の発見に関わっている。
ベルリン天文台の起源はブランデンブルク科学協会（1744年にプロイセン科学アカデミーになる）が設立された1700年にはじまる。協会は天文台を所有していなかったが、私設天文台で観測していたゴットフリート・キルヒが加わっていた。1711年に最初の観測所が設置され暦の計算で予算をまかなった。
1825年にヨハン・フランツ・エンケがプロイセン王フリードリヒ・ヴィルヘルム3世 に所長に任命され、アレクサンダー・フォン・フンボルトの助けをうけて国王から、本格的な天文台の予算を得ることに成功した。ただし週のうち2晩は天文台を市民に公開することが条件であった。有名な建築家Karl Friedrich Schinkelの設計による新天文台は1835年に使用が開始された。IAUの天文台コードは 548である。
オリジナルの天文台はベルリンの郊外に建てられたが、時代とともに観測に適さなくなり、1913年に天文台はポツダムのバーベルスベルクへと移設された。IAU の天文台コードは 536となった。ベルリンにはいくつかの天文台が残っている。IAU コード544の Wilhelm Foerster Sternwarte、IAU コード604のアルヒェンホルト天文台、IAU コード537のウラニア天文台、Bruno H. Bürgel Sternwarteがある。

## ベルリン天文台歴代所長
| 1. | 1700–1710 ゴットフリート・キルヒ (1639–1710)    | 9.  | 1756–1758 Johann Jakob Huber (1733–1798)         |
| 2. | 1710–1716 Johann Heinrich Hoffmann (1669–1716)  | 10. | 1758 Johann Albert Euler (1734–1800)             |
| 3. | 1716–1740 Christfried Kirch (1694–1740)         | 11. | 1764–1787 Johann III Bernoulli (1744–1807)       |
| 4. | 1740–1745 Johann Wilhelm Wagner (1681–1745)     | 12. | 1787–1825 ヨハン・ボーデ (1747–1826)             |
| 5. | 1745–1749 August Nathanael Grischow (1726–1760) | 13. | 1825–1863 ヨハン・フランツ・エンケ (1791–1865)   |
| 6. | 1752 ジェローム・ラランド (1732–1807)           | 14. | 1865–1903 ヴィルヘルム・フェルスター (1832–1921) |
| 7. | 1754 Johann Kies (1713–1781)                    | 15. | 1904–1920 ヘルマン・シュトルーベ (1854–1920)     |
| 8. | 1755 フランツ・エピヌス(1724–1802)              | 16. | 1921–1946 Paul Guthnick (1879–1947)              |

## 特筆される観測記録
- 1837年にヨハン・フランツ・エンケが土星のA環のエンケの間隙を発見した。
- 1838年にヨハン・ゴットフリート・ガレが土星のC環を発見した。
- 1846年にヨハン・ゴットフリート・ガレとハインリヒ・ルイス・ダレストがユルバン・ルヴェリエの計算をもとに海王星を発見した。
- 1866年から1900年、アルトゥル・アウヴェルスが恒星カタログFundamental-Catalog für Zonenbeobachtungen am Südhimmel und südlicher Polar-Catalog für die Epoche 1900を編纂した。